# Géraud du Puy
Géraud du Puy, également dit Géraud du Puy de Miremont, né peut-être à Saint-Flour et mort le 4 septembre 1420, est un évêque et un ambassadeur français. Il fut évêque de Montauban, Saint-Flour, Mende et Carcassonne. Il eut un rôle diplomatique avec l'Angleterre et l'Espagne.

## Biographie

### Carrière ecclésiastique
Il reste très peu dans ses diocèses. Il lui arrive même, comme ce fut le cas à Mende, de ne pas s'y rendre du tout. Ce rôle d'évêque est une source de revenus.
D'abord prieur de La Voûte, il est élu le 13 novembre 1403 comme évêque de Montauban. Il ne reste que peu de temps à ce poste. Il est transféré le 17 décembre 1404 à l'évêché de Saint-Flour mais il prend son poste le 25 mai 1410. Le 4 janvier 1413, il est élu évêque de Mende. Cela lui confère le titre de Comte de Gévaudan, depuis l'acte de paréage signé en 1307 entre le roi et l'évêque. Dès le mois d'avril 1413, il est transféré à l'évêché de Carcassonne. Il reste à ce poste jusqu'à sa mort en 1420. 

### Carrière politique
Ses principales occupations résident dans un travail politique comme ambassadeur auprès de l'Angleterre et de l'Espagne. Il est souvent en mission pour le roi. En 1417, il intervient au concile de Constance.

## Inhumation
Il est inhumé en la cathédrale Saint-Michel de Carcassonne[réf. nécessaire].